# Meninx
Meninx est un site archéologique tunisien situé sur la côte sud-est de l'île de Djerba, près de l'actuelle cité d'Henchir El Kantara. Il s'étend sur deux kilomètres de long et huit cents mètres de large, une partie ayant probablement été submergée par la mer.
Il s'agissait à l'origine d'un comptoir commercial fondé par les Phéniciens. La cité a connu son apogée à l'époque romaine, lorsqu'elle est devenue le chef-lieu de l'île. La vie se poursuit dans la ville jusqu'à l'époque byzantine, au VIe siècle.

## Fouilles
Une première prospection du site met en évidence des thermes, un amphithéâtre, un théâtre, une basilique, probablement un forum ainsi que des entrepôts. Par ailleurs, le sol est jonché de vestiges, tels que des bases de colonnes en marbre blanc, des colonnes en granit, des chapiteaux ainsi que de nombreuses statues.
En 1942, des fouilles sont entreprises par Paul-Marie Duval. Entre 1996 et 2001, une équipe tuniso-américaine effectue des prospections de l'île et quelques sondages, notamment à Meninx : l'occupation et l'activité économique de la ville, fondée sur l'agriculture et la production de pourpre, sont précisées pour la période antique. Depuis 2015, une équipe tuniso-allemande mène des prospections géophysiques et des fouilles archéologiques sur le site ; une opération de mise en valeur et un projet de parc archéologique sont également lancés en 2018 à la suite d'un partenariat entre l'université Louis-et-Maximilien de Munich et l'Institut national du patrimoine.

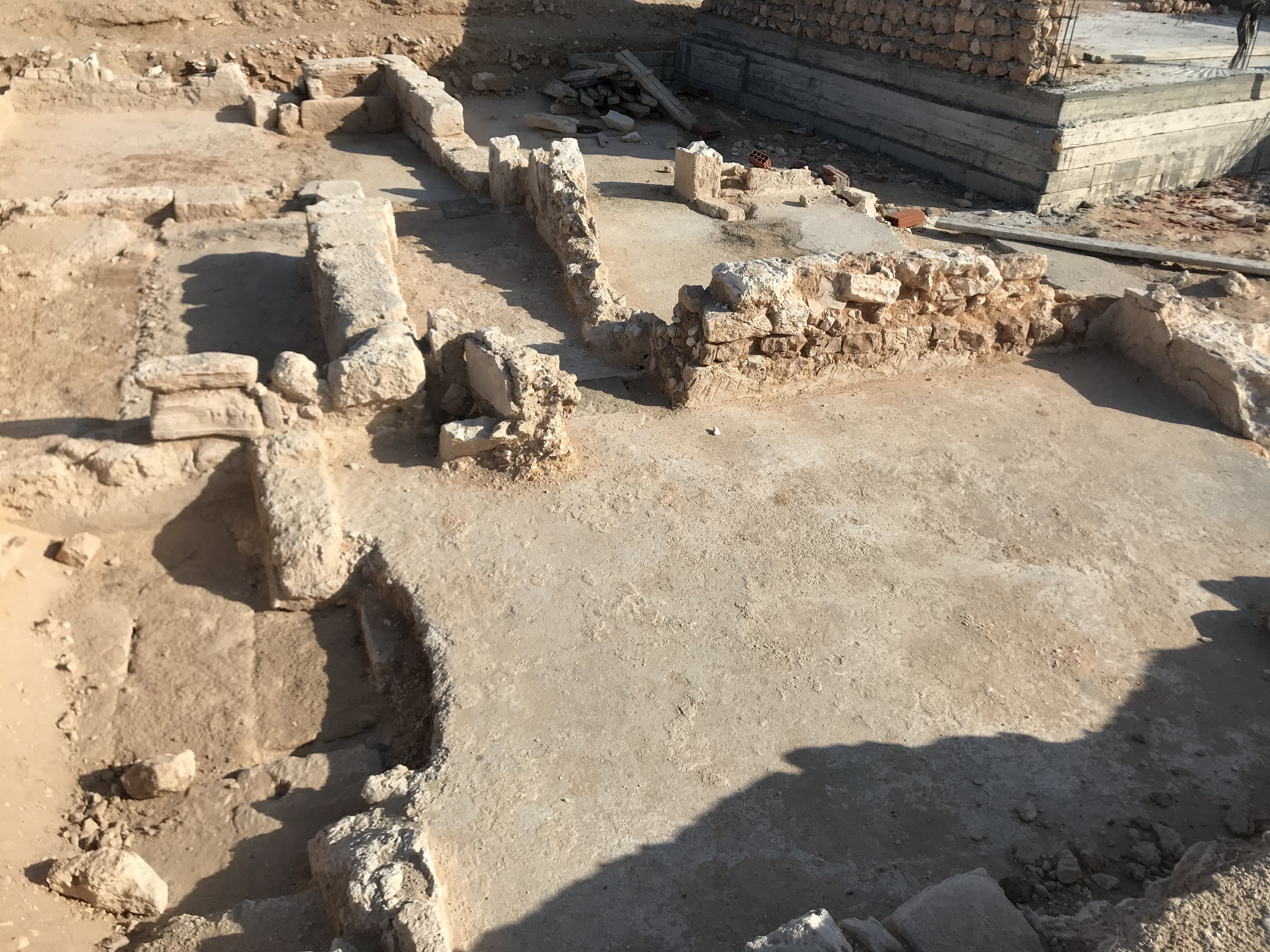
Fouilles de 2018.
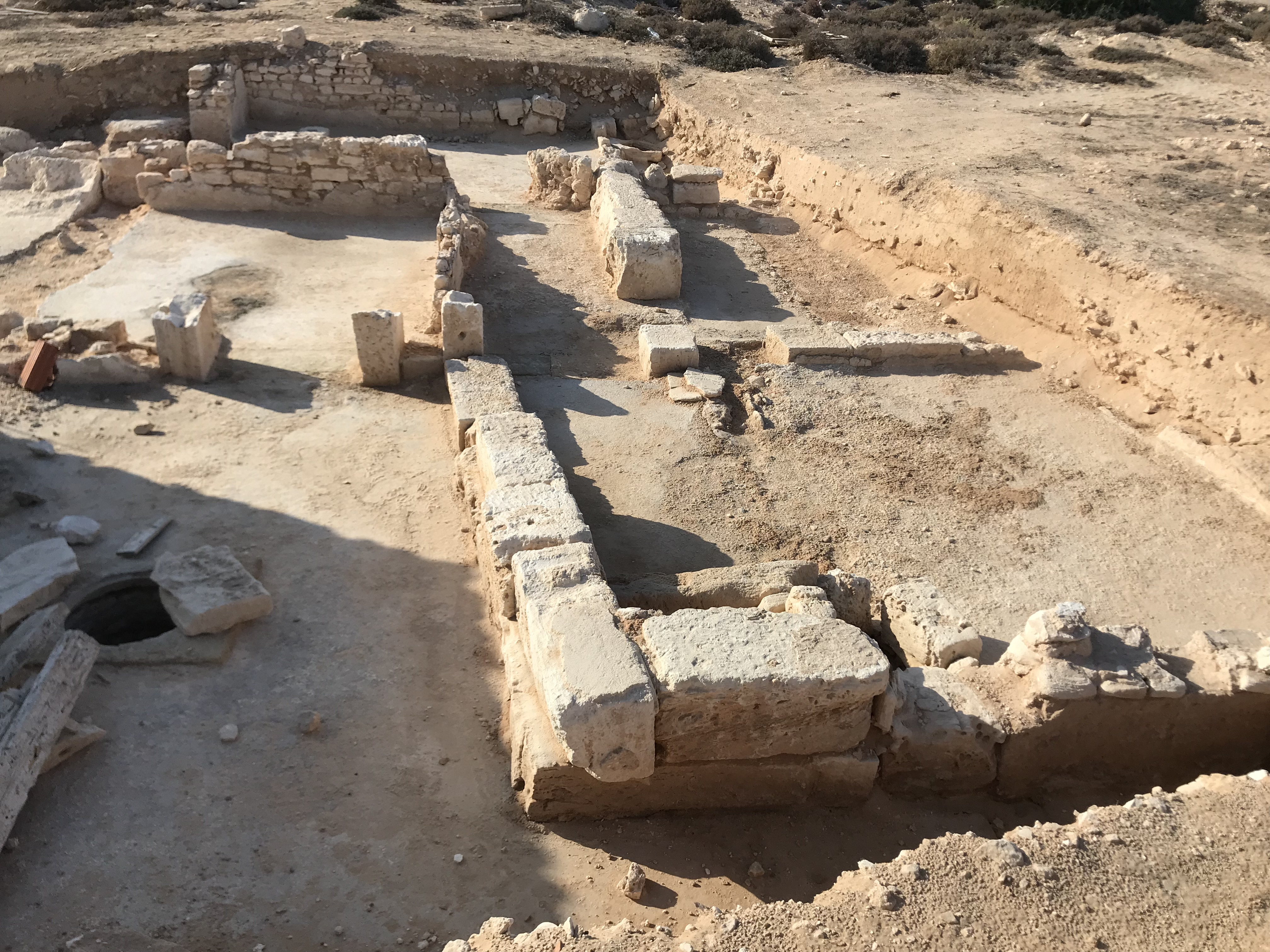
Fouilles de 2018.